# Anoectochilus reinwardtii
Anoectochilus reinwardtii es una especie de orquídea perteneciente a la familia  Orchidaceae.

## Descripción
Es una orquídea de tamaño pequeño, que prefiere el clima cálido con un hábito  epifita con 4 a 6 hojas, ovoides para redondeadas, minuciosamente apiculadas, aterciopelada de color verde oscuro con vetas de color rojo o rosa reticulada que aparece cerca de la base y florece en el otoño hasta la primavera en una inflorescencia, pubescentes blanca erguida de 15 cm de largo, con 1-14  flores con forma triangular-ovadas con brácteas pubescentes. Muy similar vegetativamente a Anoectochilus genicualtus, pero difiere en el labio que no se dobla en la base, y también no tiene una mancha naranja-rojo.

## Distribución
Se encuentra en  Borneo, Java, Sumatra, Molucas  en las selvas tropicales y los bosques siempreverdes estacionales en elevaciones de 200 a 1000 metros.

## Taxonomía
Anoectochilus reinwardtii fue descrita por Carl Ludwig Blume y publicado en Collection des Orchidées 48. 1858.
Etimología
Anoectochilus (abreviado Anct.): nombre genérico que procede del griego:  ἀνοικτός "aniktos" = "abierto" y de χεῖλος "cheilos" = "labio", en referencia al aspecto amplio del labelo debido a una doblez de la flor que dirige la parte del labelo hacia abajo.
reinwardtii: epíteto otorgado en honor del botánico Caspar Georg Carl Reinwardt.